# Newpower Soul
Newpower Soul — третій та останній альбом гурту The New Power Generation (де-факто це альбом Прінса, але в той час його ім'ям був невимовний символ), випущений 30 червня 1998 року на лейблі NPG Records.
Назва альбому часто згадувалась в піснях Прінса («Alphabet St.», «Batdance», «Love 2 the 9's»), а також на альбомі Lovesexy.

## Список композицій
1. «Newpower Soul»
2. «Mad Sex»
3. «Until U're in My Arms Again»
4. «When U Love Somebody»
5. «Shoo-Bed-Ooh»
6. «Push It Up»
7. «Freaks on This Side»
8. «Come On»
9. «The One»
10. «(I Like) Funky Music»
11. «Wasted Kisses» (3:07) — прихований трек (треки 11-48 є пустими).

## Чарти
| Чарт (1998)                                  | Найвища позиція |
| -------------------------------------------- | --------------- |
| Австралія Australian Albums (ARIA)           | 47              |
| Австрія Austrian Albums (Ö3 Austria)         | 24              |
| Бельгія Belgian Albums (Ultratop Flanders)   | 15              |
| Бельгія Belgian Albums (Ultratop Wallonia)   | 45              |
| Нідерланди Dutch Albums (MegaCharts)         | 23              |
| Франція French Albums (SNEP)                 | 45              |
| Німеччина German Albums (Offizielle Top 100) | 34              |
| Норвегія Norwegian Albums (VG-lista)         | 40              |
| Швеція Swedish Albums (Sverigetopplistan)    | 57              |
| Швейцарія Swiss Albums (Schweizer Hitparade) | 22              |
| Велика Британія UK Albums (OCC)              | 38              |
| США Billboard 200                            | 22              |
| США Top R&B/Hip-Hop Albums (Billboard)       | 9               |